# MTV Europe Music Award al mejor artista rumano
La siguiente es una lista de los ganadores y nominados por el MTV Europe Music Award de Mejor artista rumano.

## 2000's
| Año   | Ganador             | Nominados                                                                         |
| ----- | ------------------- | --------------------------------------------------------------------------------- |
| 2002  | Animal X            | - BUG Mafia - Class - Partizan - Zdob si Zdub                                     |
| 2003  | AB4                 | - Andra vs. Tiger One - O-Zone - Parazitii - Voltaj                               |
| 2004  | Ombladon (con Raku) | - Activ - Cargo - Firma - O-Zone                                                  |
| 2005  | Voltaj              | - Akcent - DJ Project - Morandi - Parazitii                                       |
| 2006  | DJ Project          | - Blondy - Morandi - Parazitii - Simplu                                           |
| 20071 | Andreea Bănică      | - Alex - Activ - DJ Project - Simplu                                              |
| 2008  | Morandi             | - Andra - Crazy Loop - Smiley - Tom Boxer con Anca Parghel y Fly Project          |
| 2009  | Inna                | - David Deejay (con Dony) - Puya (con George Hora) - Smiley - Tom Boxer (con Jay) |

## 2010's
| Año  | Ganador        | Nominados                                                           | Prenominados |
| ---- | -------------- | ------------------------------------------------------------------- | ------------ |
| 2010 | Inna           | - Connect-R - Dan Bălan - Deepcentral - Edward Maya y Vika Jigulina |              |
| 2011 | Alexandra Stan | - Fly Project - Guess Who - Puya - Smiley                           |              |
| 2012 | Vunk           | - CRBL - Grassu XXL - Guess Who - Maximilian                        |              |
| 2013 | Smiley         | - Antonia - Corina - Loredana Groza - What's Up                     |              |
| 2014 | Andra          | - Smiley - Elena Gheorghe - Maxim - Antonia                         | - What's Up  |

1Mejor artista rumano y moldavo